# شينفيلد (باركشير)
شينفيلد (بالإنجليزية: Shinfield)‏ هي قرية وأبرشية مدنية تقع في المملكة المتحدة في إنجلترا. يقدر عدد سكانها بـ 8,136 نسمة .